# Buffalo Bills 2022
La stagione 2022 dei Buffalo Bills è stata la 63ª della franchigia, la 53ª nella National Football League e la sesta con Sean McDermott come capo-allenatore.
I Bills si presentarono all'inizio della stagione come bicampioni della AFC East in carica e tra le favorite per la vittoria del Super Bowl. Dopo una vittoria nella settimana 15 contro i Miami Dolphins, si assicurarono un posto nei playoff per la quarta stagione consecutiva. Nel turno successivo batterono i Chicago Bears, conquistando la division per il terzo anno consecutivo.
La gara della settimana 17 del 2 gennaio 2023 contro i Cincinnati Bengals fu sospesa, e poi rimandata a data da definire, a seguito del collasso in campo per un arresto cardiaco della safety dei Bills Damar Hamlin che richiese l'intervento del personale medico e di un'ambulanza. Successivamente la lega decise di cancellare la gara. Fu la prima partita cancellata dallo sciopero dei giocatori nella stagione 1987 e la prima in assoluto ad essere sospesa, rinviata e poi mai rigiocata.
Con una vittoria nell'ultimo turno Buffalo terminò con un record di 13–3, pareggiando il record di franchigia. Nel primo turno di playoff batterono i Miami Dolphins in una gara equilibrata per 34–31, avanzando al divisional round per il terzo anno consecutivo. Lì, tuttavia, furono eliminati dai Bengals con un punteggio di 27–10.

## Scelte nel Draft 2022
| Scelte dei Bills nel Draft 2022 |        |                                  |                                  |                                  |                                  |
| Giro                            | Scelta | Giocatore                        | Ruolo                            | College                          | Note                             |
| 1                               | 23     | Kaiir Elam                       | CB                               | Florida                          | da Baltimore                     |
| 1                               | 25     | Scambiata con i Baltimore Ravens | Scambiata con i Baltimore Ravens | Scambiata con i Baltimore Ravens | Scambiata con i Baltimore Ravens |
| 2                               | 63     | James Cook                       | RB                               | Georgia                          | da Cincinnati                    |
| 3                               | 89     | Terrel Bernard                   | LB                               | Baylor                           |                                  |
| 4                               | 130    | Scambiata con i Baltimore Ravens | Scambiata con i Baltimore Ravens | Scambiata con i Baltimore Ravens | Scambiata con i Baltimore Ravens |
| 5                               | 148    | Khalil Shakir                    | WR                               | Boise State                      |                                  |
| 6                               | 180    | Matt Araiza                      | P                                | San Diego State                  |                                  |
| 6                               | 185    | Christian Benford                | CB                               | Villanova                        | da Carolina                      |
| 6                               | 209    | Luke Tenuta                      | OT                               | Virginia Tech                    | da Cincinnati                    |
| 7                               | 231    | Baylon Spector                   | LB                               | Clemson                          | da Atlanta                       |

## Staff
| Staff dei Buffalo Bills nel 2022 |
| --- |
| Organi dirigenziali - Proprietario/CEO – Terry Pegula - Proprietaria/presidente – Kim Pegula - General manager – Brandon Beane - Assistente general manager – Vacante - Direttore osservatori del college – Terrance Gray - Senior VP of football administration – Jim Overdorf - Assistente dir. osservatori college – Lake Dawson - Direttore del personale – Malik Boyd - Direttore dell'amministrazione del football – Kevin Meganck - Direttore delle operazioni del football – Brendan Rowe Capo allenatore - Sean McDermott - Assistant c.a./coordinatore difensivo – Leslie Frazier - Assistente c.a. – Matt Worswick Altri allenatori - Preparatore atletico – Eric Ciano - Assistente p.a. – Hal Luther - Assistente p.a. – Jason Will Greenberg - Assistente p.a. – Jason Oszvart - Assistente p.a. – Nick Lacy Allenatori dell'attacco - Coordinatore offensivo – Ken Dorsey - Quarterback – Joe Brady - Running back – Kelly Skipper - Wide receiver – Chad Hall - Assistente wide receiver/game management – Marc Lubick - Tight end – Rob Boras - Offensive line – Aaron Kromer - Assistente offensive line – Ryan Wendell Allenatori della difesa - Defensive line – Eric Washington - Assistente defensive line – Marcus West - Linebacker – Bobby Babich - Defensive back/gioco sui passaggi – John Butler - Safety – Jim Salgado - Controllo qualità difesa – Jaylon Finner - Controllo qualità difesa – Kyle Shurmur - Assistente – Leonard Johnson Allenatori dello special team - Coordinatore special team – Matthew Smiley - Assistente special team – Cory Harkey |

## Roster
| Roster dei Buffalo Bills nel 2022 |
| --- |
| Quarterback - 17 Josh Allen - 18 Case Keenum Running Back - 28 James Cook - 41 Reggie Gilliam FB - 25 Taiwan Jones - 20 Zack Moss - 26 Devin Singletary Wide Receiver - 80 Jamison Crowder - 13 Gabriel Davis - 14 Stefon Diggs - 15 Jake Kumerow - 6 Isaiah McKenzie - 10 Khalil Shakir Tight End - 88 Dawson Knox - 85 Quintin Morris - 89 Tommy Sweeney Offensive Linemen - 71 Ryan Bates C - 79 Spencer Brown T - 73 Dion Dawkins T - 72 Tommy Doyle T - 68 Bobby Hart T - 60 Mitch Morse C - 77 David Quessenberry T - 76 Rodger Saffold G - 64 Greg Van Roten G Defensive Linemen - 55 Carlos Basham Jr. DE - 57 A.J. Epenesa DE - 92 DaQuan Jones DT - 90 Shaq Lawson DE - 91 Ed Oliver DT - 97 Jordan Phillips DT - 50 Gregory Rousseau DE - 99 Tim Settle DT Linebacker - 43 Terrel Bernard MLB - 53 Tyrel Dodson OLB - 49 Tremaine Edmunds MLB - 44 Tyler Matakevich MLB - 58 Matt Milano OLB - 40 Von Miller OLB - 54 Baylon Spector OLB Defensive Back - 47 Christian Benford CB - 24 Kaiir Elam CB - 31 Damar Hamlin FS - 23 Micah Hyde SS - 30 Dane Jackson CB - 4 Jaquan Johnson SS - 7 Taron Johnson CB - 39 Cam Lewis CB - 33 Siran Neal CB - 21 Jordan Poyer FS Special Team - 2 Tyler Bass K - 69 Reid Ferguson LS - -- Sam Martin P Lista delle riserve - 65 Ike Boettger G (PUP) - 9 Andre Smith OLB (Sospeso) - 5 Marquez Stevenson WR (IR) - 27 Tre'Davious White CB (PUP) Squadra di allenamento - 70 Alec Anderson T - 86 Tavon Austin WR - 11 Matt Barkley QB - 35 Raheem Blackshear RB - 98 C.J. Brewer DT - 93 Brandin Bryant DT - 87 Tanner Gentry WR - 42 Joe Giles-Harris LB - 6 Isaiah Hodgins WR - 46 Ja'Marcus Ingram CB - 22 Duke Johnson RB - 56 Mike Love DE - 62 Greg Mancz C - 74 Ryan Van Demark T 53 attivi, 3 inattivi, 14 nella squadra di allenamento |
| Legenda - I rookie sono in corsivo. - Il primo ruolo è il principale mentre gli eventuali successivi indicano i ruoli secondari. - (IR) sta per Injured Reserve ed indica la lista ristretta per un solo giocatore infortunato che può tornare ad allenarsi dopo la settimana 6 e a rientrare in prima squadra dopo che questa ha giocato 8 partite. - (NF-Inj.) / (NF-Ill.) stanno rispettivamente per Non-Football Injured e Non-Football Illness ed indicano le liste dove viene inserito un giocatore che ha un infortunio o una malattia non dipendente dal football americano. - (PUP) sta per Physically Unable to Perform ed indica la lista dove viene inserito un giocatore mentre è in attesa di recuperare la condizione fisica. Nella stagione regolare dopo la sesta partita giocata dalla propria squadra, il giocatore ha tempo tre settimane per riprendere ad allenarsi, più tre settimane aggiuntive dal suo rientro agli allenamenti per rientrare in prima squadra. |

## Precampionato
Il 12 maggio 2022 sono state annunciate le partite dei Bills nel precampionato.
| Precampionato |                |                     |           |        |                         |         |
| Settimana     | Data           | Avversario          | Risultato | Record | Stadio                  | Sintesi |
| 1             | 13 agosto 2022 | Indianapolis Colts  | V 27-24   | 1-0    | Highmark Stadium        | Sintesi |
| 2             | 20 agosto 2022 | Denver Broncos      | V 42-15   | 2-0    | Highmark Stadium        | Sintesi |
| 3             | 26 agosto 2022 | @ Carolina Panthers | S 0-21    | 2-1    | Bank of America Stadium | Sintesi |

## Stagione regolare

### Calendario
Il calendario della stagione regolare è stato annunciato il 12 maggio 2022. Il gruppo degli avversari, stabiliti sulla base delle rotazioni previste dalla NFL per gli accoppiamenti tra le division nonché dai piazzamenti ottenuti nella stagione precedente, fu giudicato come il 12º più duro da affrontare tra tutti quelli della stagione 2022.
| Stagione regolare |                   |                            |                 |        |                   |         |
| Settimana         | Data              | Avversario                 | Risultato       | Record | Stadio            | Sintesi |
| 1                 | 8 settembre 2022  | @ Los Angeles Rams (K)     | V 31-10         | 1-0    | SoFi Stadium      | Sintesi |
| 2                 | 19 settembre 2022 | Tennessee Titans (M)       | V 41-7          | 2-0    | Highmark Stadium  | Sintesi |
| 3                 | 25 settembre 2022 | @ Miami Dolphins           | S 19-21         | 2-1    | Hard Rock Stadium | Sintesi |
| 4                 | 2 ottobre 2022    | @ Baltimore Ravens         | V 23-20         | 3-1    | M&T Bank Stadium  | Sintesi |
| 5                 | 9 ottobre 2022    | Pittsburgh Steelers        | V 38-3          | 4-1    | Highmark Stadium  | Sintesi |
| 6                 | 16 ottobre 2022   | @ Kansas City Chiefs       | V 24-20         | 5-1    | Arrowhead Stadium | Sintesi |
| 7                 | Riposo            | Riposo                     | Riposo          | Riposo | Riposo            | Riposo  |
| 8                 | 30 ottobre 2022   | Green Bay Packers          | V 27-17         | 6-1    | Highmark Stadium  | Sintesi |
| 9                 | 6 novembre 2022   | @ New York Jets            | S 17-20         | 6-2    | MetLife Stadium   | Sintesi |
| 10                | 13 novembre 2022  | Minnesota Vikings          | S 30-33 (DTS)   | 6-3    | Highmark Stadium  | Sintesi |
| 11                | 20 novembre 2022  | Cleveland Browns           | V 31-23         | 7-3    | Highmark Stadium  | Sintesi |
| 12                | 24 novembre 2022  | @ Detroit Lions (T)        | V 28-25         | 8-3    | Ford Field        | Sintesi |
| 13                | 1º dicembre 2022  | @ New England Patriots (T) | V 24-10         | 9-3    | Gillette Stadium  | Sintesi |
| 14                | 11 dicembre 2022  | New York Jets              | V 20-12         | 10-3   | Highmark Stadium  | Sintesi |
| 15                | 17 dicembre 2022  | Miami Dolphins             | V 32-29         | 11-3   | Highmark Stadium  | Sintesi |
| 16                | 24 dicembre 2022  | @ Chicago Bears            | V 35-13         | 12-3   | Soldier Field     | Sintesi |
| 17                | 2 gennaio 2023    | @ Cincinnati Bengals (M)   | Gara cancellata | 12-3   | Paycor Stadium    | N.D.    |
| 18                | 8 gennaio 2023    | New England Patriots       | V 35-23         | 13-3   | Highmark Stadium  | Sintesi |

Note:
- Gli avversari della propria division sono in grassetto.
- Il simbolo "@" indica una partita giocata in trasferta.
- (K) indica il Kickoff Game, (M) il Monday Night Football, (T) il Thursday Night Football e (S) il Sunday Night Football.

## Play-off
Al termine della stagione regolare i Bills arrivarono primi nella AFC East con un record di 13 vittorie e 3 sconfitte, qualificandosi ai play-off con il seed 2.
| Play-off   |                 |                        |           |        |                  |         |
| Turno      | Data            | Avversario (seed)      | Risultato | Record | Stadio           | Sintesi |
| Wild Card  | 15 gennaio 2023 | Miami Dolphins (7)     | V 34-31   | 1-0    | Highmark Stadium | Sintesi |
| Divisional | 22 gennaio 2023 | Cincinnati Bengals (3) | S 10-27   | 1-1    | Highmark Stadium | Sintesi |

## Premi

### Premi settimanali e mensili
- Jordan Poyer:

difensore della AFC della settimana 4
- Josh Allen:

giocatore offensivo della AFC della settimana 5
quarterback della settimana 5
giocatore offensivo della AFC della settimana 6
giocatore offensivo della AFC della settimana 15
quarterback della settimana 18
- Matt Milano:

difensore della AFC della settimana 11
- Ed Oliver:

difensore della AFC della settimana 12
- Tyler Bass:

giocatore degli special team della AFC del mese di novembre
- Nyheim Hines:

giocatore degli special team della AFC della settimana 18